# Босулаєв Анатолій Федотович
Анатолій Федотович Босула́єв (нар. 15 червня 1904, Керч — пом. 23 квітня 1964, Ленінград) — російський радянський художник театру та кіно.

## Біографія
Народився 2 [15] червня 1904 року в місті Керчі. 1924 року закінчив Харківський художній технікум. Навчався в мистецьких майстернях Пролеткульту в Харкові. Виконував декорації для театрів Харкова, афіші до кінофільмів Всеукраїнського фотокіноуправління.
З 1929 року виконував декорації для театрів Москви і Ленінграда. З 1946 року працював художником, а з 1951 року — головним художником Ленінградського академічного театру драми імені Олександра Пушкіна.
Помер в Ленінграді 23 квітня 1964. Похований на Богословському кладовищі.

## Творчість
Виконував плакати до художніх фільмів на замовлення Ялтинського та Одеського відділення Всеукраїнського фотокіноуправління, зокрема до фільмів:
- «Вибух» (1928);
- «Кіра Кіраліна» (1929).

Оформив вистави
- «Мандат» Миколи Ердмана (1925);
- «Віринея» Валеріана Правдухіна за Лідією Сейфулліною (1926);
- «Ніч проти Різдва» за Миколою Гоголем (1928);
- «Хо» Івана Микитенка (1928);
- «Рейки гудуть» Володимира Киршона(1928);
- «Квадратура кола» Валентина Катаєва (1929);
- «Барабан» Д. Крамського та Ігора Земгано (1929);
- «Розгром» Олександра Фадєєва (1932);
- «Платон Кречет» Олександра Корнійчука (1935);
- «Великий день» Володимира Кіршона (1937);
- «Дачники» Максима Горького (1939, 1947);
- «Фельдмаршал Кутузов» Володимира Соловйова (1941);
- «Створення світу» Миколи Погодіна (1945);
- «Переможці» Бориса Чирскова (1946);
- «Вишневий сад» Антона Чехова (1955);
- «Безодня» Олександра Островського (1955);
- «Оптимістична трагедія» Всеволода Вишневського (1955);
- «Зоря над Двиною» Юлія Мейтуса (1955);
- «Гравець» за Федором Достоєвським (1956);
- «Біг» Михайла Булгакова (1958);
- «Усе лишається людям» Самуїла Альошина (1959);
- «За московським часом» Леоніда Зоріна (1961);
- «Маленькі трагедії» Олександра Пушкіна (1962).

Художник фільмів
- «Гарячі днинки» (1935, режисери Олександр Зархі, Йосип Хейфіц);
- «Семеро сміливих» (1936, режисер Сергій Герасимов; «Ленфільм»);
- «Його звуть Сухе-Батор» (1942, режисери Олександр Зархі, Йосип Хейфіц; «Ленфільм»);
- «Непереможні» (1943, режисери Сергій Герасимов, Михайло Калатозов).

## Відзнаки
- Нагороджений орденом «Знак Пошани» (14 квітня 1944)[1];
- Заслужений діяч мистецтв РРФСР з 1956 року;
- Народний художник РРФСР з 1963 року.